# Resolución 2065 de la Asamblea General de las Naciones Unidas
La resolución 2065 de la Asamblea General de la ONU, aprobada el 16 de diciembre de 1965, reconoció la existencia de una disputa de soberanía entre el Reino Unido y la Argentina en torno a las Islas Malvinas. De igual manera, reconoció que el caso de las Malvinas se encuadra en una situación colonial, que debe ser resuelta teniendo en consideración lo expresado en la resolución 1514 (XV), donde se estableció el objetivo de eliminar toda forma de colonialismo. La resolución invita a las partes a resolver sin demora la disputa de soberanía teniendo en cuenta los intereses de los habitantes de las islas.
El entonces representante argentino ante las Naciones Unidas, Lucio García del Solar, fue uno de los principales gestores de la resolución, junto con Bonifacio del Carril, nombrado embajador extraordinario nombrado por el presidente Arturo Umberto Illia.
Tras la resolución, se iniciaron las negociaciones para la transferencia de soberanía de las islas.

## Historia

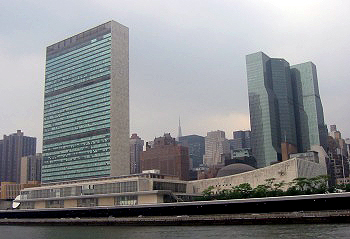
Sede de las Naciones Unidas en Nueva York

La comunidad internacional compartía en general la percepción de que la persistencia de relaciones coloniales en pleno siglo XX constituía una violación de derechos humanos básicos, entorpecía el desarrollo económico, social y cultural de los pueblos dependientes, y era una amenaza para la seguridad internacional. Hacia fines de la década del 50 se formó en los organismos internacionales un claro consenso al respecto, que se expresó en la Asamblea General de las Naciones Unidas, donde se decidió impulsar un proceso global de descolonización. El 14 de diciembre de 1960 se aprobó allí por 89 votos a favor, ninguno en contra y 9 abstenciones —casi todas de países colonialistas— la resolución 1514 (XV) «Declaración sobre la concesión de la independencia a los países y pueblos coloniales». Este documento abrió las puertas a las negociaciones bilaterales entre la Argentina y el Reino Unido. En cuatro de sus puntos (2, 4, 6 y 7), el texto hacía referencia al nudo del problema: el respeto a la autodeterminación, a la unidad nacional y a la integridad territorial. Al año siguiente fue reafirmada por la resolución 1654 (XVI), que creaba el que tras la resolución 1810 fue llamado "Comité Especial de los Veinticuatro", encargado de efectuar el seguimiento del proceso descolonizador. En particular, el asunto de Malvinas recayó en la esfera del Subcomité III.
Inmediatamente la Argentina anunció su posición frente a la declaración: «el principio de autodeterminación debía considerarse en justa relación a otros principios de mayor jerarquía, como el de la unidad territorial del Estado, por lo que no era aplicable a Malvinas, cuya población, británica en su origen, no es sino producto del desalojo violento de los residentes argentinos».

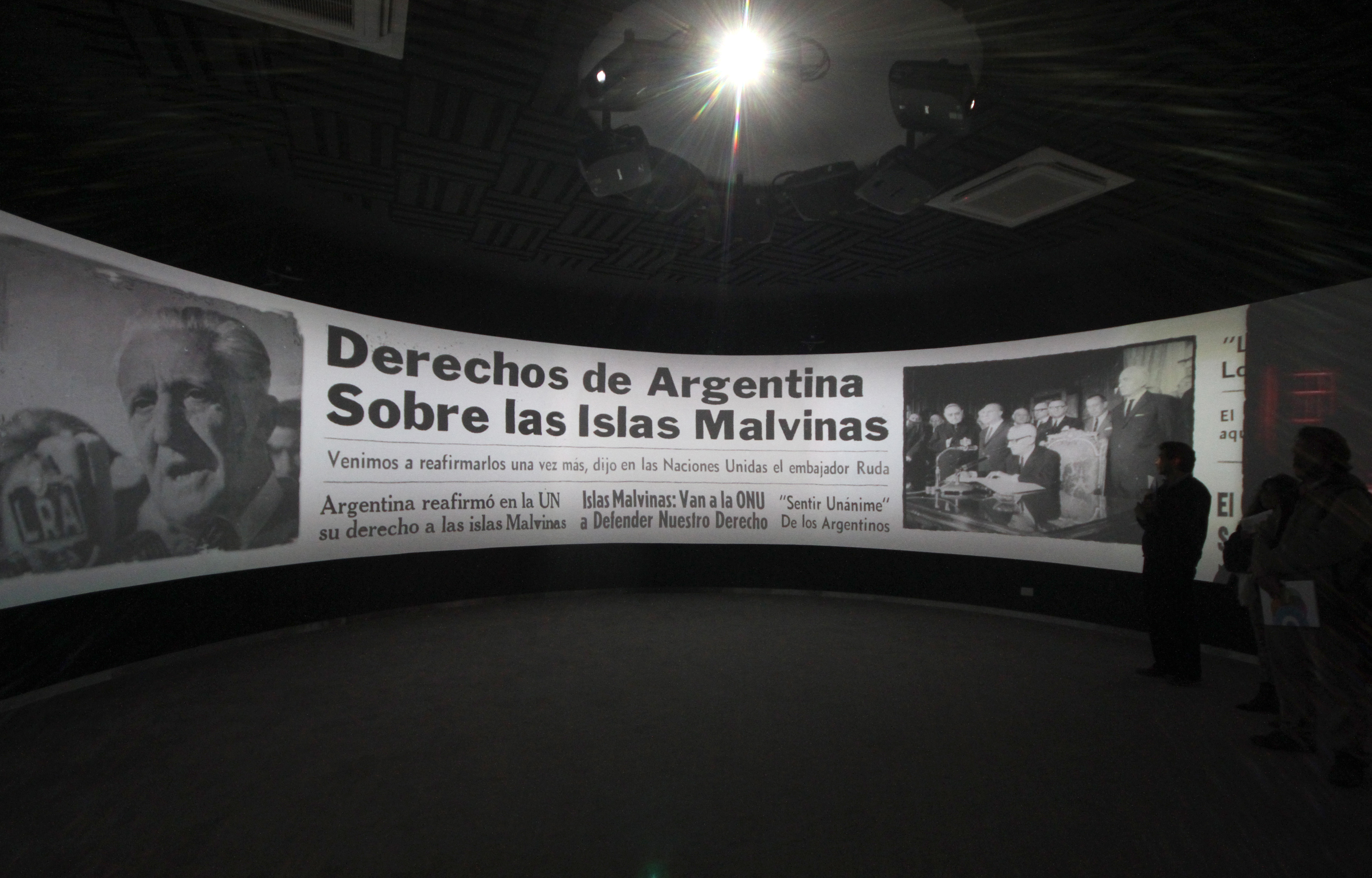
Recortes de noticias sobre la resolución en el Museo Malvinas e Islas del Atlántico Sur de Buenos Aires.

En 1964 el gobierno del presidente Arturo Umberto Illia se propuso conseguir a través de esta especial coyuntura que la presión de las Naciones Unidas obligara al Reino Unido a sentarse por vez primera a la mesa de negociaciones, anulando las pretensiones británicas de convalidar el statu quo mediante una interpretación parcial de la autodeterminación.
Al iniciarse la sesión en septiembre, las delegaciones de ambos países fueron autorizadas a participar del debate aunque sin derecho a voto. La tesis argentina fue presentada por el consejero legal del ministerio de relaciones exteriores, José María Ruda y la tesis británica, por Cecil King. El intercambio de argumentos fue encendido y la mayoría de los miembros se inclinó por la postura argentina; el apoyo de Latinoamérica, y de Uruguay y Venezuela en particular fue expreso y contundente. El Subcomité III redactó un informe con las conclusiones del debate, que contrariaban punto por punto los anhelos del Reino Unido: 
- Se aceptaba la existencia de una disputa por la soberanía de las islas.
- La resolución 1514 era aplicable al territorio (y no a la población) de las Islas Malvinas.
- Se recomendaba al Comité Especial que invitara a ambas partes a entablar negociaciones que tendrían en cuenta los intereses (y no los deseos) de los habitantes de las islas.[11]

El Subcomité III aprobó el informe por unanimidad y lo elevó al Comité Especial de los Veinticuatro. Allí se repitió la argumentación de la etapa previa: la estrategia argentina fue la de minimizar las discusiones para asegurarse el pasaje rápido a la siguiente etapa; el Reino Unido, por el contrario, intentó llevar la cuestión al plano bilateral para impedir que el tema siguiera tratándose en el marco de las Naciones Unidas. Una vez más triunfó la diplomacia argentina y los miembros del cuerpo aprobaron también por unanimidad las conclusiones del informe recibido. Siria presentó la propuesta accesoria de que la palabra "Malvinas" apareciese junto con "Falkland" en todos los documentos oficiales del organismo, lo cual fue aprobado por 19 votos a favor, el Reino Unido en contra y dos abstenciones. Luego se remitió el nuevo informe para su discusión en la IV Comisión de Asuntos Coloniales de la Asamblea General, donde se programó para ser tratado al año siguiente. En el ínterin, Estados Unidos ejerció presión para que las negociaciones salieran fuera de la órbita de la ONU.
Tras la aprobación del proyecto de resolución por 87 votos a favor y 13 abstenciones, el 16 de diciembre de 1965 la Asamblea General aprobó por 94 votos a favor, ninguno en contra y 14 abstenciones, la resolución 2065 (XX), basada en el informe de la IV Comisión. El texto invitaba formalmente a ambos gobiernos a mantener negociaciones sobre la soberanía siguiendo los puntos antedichos del informe del Subcomité III. Básicamente establece que las Islas Malvinas no pueden ser descolonizadas atendiendo el principio de autodeterminación, y pide a ambas partes que informen al Comité Especial de los Veinticuatro y a la Asamblea General del progreso en las conversaciones.
A partir de ahora el Reino Unido estaría obligado a negociar y a efectuarlo en los términos planteados por la tesis argentina; en palabras de Lanús: 

(...) la resolución 2065 (XX) de las Naciones Unidas consagra el gran triunfo de la diplomacia del gobierno del presidente Arturo H. Illia.

La resolución fue aceptada expresamente por ambos países. En enero de 1966, los Ministros de Asuntos Exteriores del Reino Unido y de la Argentina se reunieron en Buenos Aires y manifestaron su intención de mantener las negociaciones recomendadas por la Resolución 2065.

## Votación
Abstenciones: Canadá, Dinamarca, Finlandia, Francia, Islandia, Países Bajos, Nueva Zelanda, Noruega, Portugal, Sudáfrica, Suecia, Reino Unido, Estados Unidos y Australia.
En contra: ninguno.
Ausentes: nueve países.
A favor: todo el resto de las 108 delegaciones presentes en la Asamblea General de las Naciones Unidas (94 países). En total, los votos a favor representaron el 87% de los miembros de las Naciones Unidas.

## La resolución 2065 y el principio de autodeterminación de los pueblos

### Los cambios en la argumentación británica

#### De los derechos históricos a la prescripción
Mientras se negaba a discutir la cuestión con la Argentina, alegando derechos históricos incuestionables, la cancillería británica producía documentos secretos que planteaban serias dudas sobre la validez de sus títulos de soberanía sobre las islas Malvinas. El Duque de Wellington expresó sus reservas en 1829, cuando la Argentina ocupaba las islas: «no está claro para mí que alguna vez hallamos tenido la soberanía de esas islas». En 1908 Gaston de Bernhardt, funcionario del Foreign Office, produjo un memorándum donde señalaba las debilidades de los argumentos británicos y la fortaleza de la posición Argentina. En 1911 Ronald Campbell, Secretario de Estado asistente, afirmó que: « (...) las islas fueron ocupadas por las Provincias Unidas de Buenos Aires como sucesora del título de España, de quien la colonia acababa de ganar la independencia.» 
Cumplidos 100 años de ocupación, el gobierno británico decidió cambiar su estrategia; decidió ignorar lo que ocurrió antes de 1833 y plantear que la ocupación continua del territorio, durante un siglo, le otorgaría al Reino Unido un título por prescripción. De esta manera, el Reino Unido considera que adquirió el derecho en la práctica.

#### De la prescripción a la autodeterminación
El gobierno británico era consiente, no obstante, que fundamentar su derecho en el paso del tiempo es un argumento frágil. Cuantos más débiles sean sus derechos previos a 1833, más débiles serán sus derechos posteriores. No existe consenso en la comunidad internacional respecto a la legitimidad de la prescripción para resolver disputas de soberanía. Por otro lado, avanzar en el argumento de la prescripción implicaría un reconocimiento británico a los títulos de soberanía argentinos previos a 1833. Uno de los obstáculos para la prescripción, es que Argentina nunca aceptó la ocupación británica y mantuvo su protesta. La prescripción demanda también que exista un consenso en la comunidad internacional, que considere la disputa resuelta. En este sentido, la Resolución 2065 es la mejor prueba de que ese consenso no existe.
Ante la debilidad del argumento de la prescripción el Reino Unido adoptó la idea de la autodeterminación. En 1964, el representante británico plantó ante el Comité de Descolonización de Naciones Unidas que los habitantes británicos de las islas tienen derecho a la autodeterminación y que el proceso de descolonización debe realizarse atendiendo a sus «deseos». Desde ese mismo año, el Reino Unido se había opuesto a negociar con la Argentina sobre la soberanía de las islas, sosteniendo el derecho a la autodeterminación de sus habitantes, y buscando conversar con el gobierno argentino sobre temas «secundarios», tales como transporte, telecomunicaciones, pesca, entre otros. Desde los años 1990 se sumó el debate sobre la exploración y explotación de los hidrocarburos en las aguas circundantes a las islas.
Luego de la aprobación de la resolución 2065, el gobierno británico intentó corregir dos veces el texto sin tener éxito.

### Autodeterminación y descolonización
La Argentina sostiene que los habitantes de las islas no constituyen un pueblo con derecho a la autodeterminación porque no son una víctima de la situación colonial sino, por el contrario, su beneficiaria. A diferencia de lo ocurrido en otras situaciones coloniales, donde al momento de producirse la colonización la población del territorio queda sometida a dominación colonial, en el caso de Malvinas, la población fue despachada a Buenos Aires y reemplazada por ciudadanos británicos.  Por lo tanto, en la cuestión Malvinas, la aplicación del derecho de autodeterminación a los colonos británicos, llevados por el gobierno británico luego de la expulsión de las autoridades argentinas, entraría en contradicción con el proceso de descolonización que fue aceptado por la comunidad internacional en la resolución 1514 (XV). En su presentación ante Naciones Unidas el delegado argentino, José María Ruda, advirtió sobre los peligros de aplicar de manera indiscriminada el principio de autodeterminación sobre un territorio escasamente poblado por ciudadanos de la potencia colonizadora:

En tal sentido, consideramos que el principio de libre determinación sería mal aplicado en situaciones en que parte del territorio de un Estado independiente ha sido separado, contra la voluntad de sus habitantes, en virtud de un acto de fuerza por un tercer Estado, como en el caso de las Malvinas, sin que exista ningún acuerdo internacional posterior que convalide esta situación de hecho y cuando, por el contrario, el Estado agraviado ha protestado permanentemente por esta situación. Estas consideraciones se ven agravadas muy en especial, cuando la población originaria ha sido desalojada por este acto de fuerza y grupos fluctuantes de nacionales de la potencia ocupante la han reemplazado.
José María Ruda

Aureliu Cristescu, Relator Especial de la Subcomisión sobre Prevención de la Discriminación y Protección de las Minorías, en el documento elaborado por Naciones Unidas, The Right To Self-Determination: Historical and Current Development on the Basis of United Nations Instruments sostiene que el término pueblo (peoples, en inglés) designa a un grupo social con identidad evidente y características propias y que debe tener un vínculo legítimo con el territorio "incluso si el pueblo de que se trata ha sido injustamente expulsado de él y reemplazado
artificialmente por otra población".
El derecho a la autodeterminación y el principio de integridad territorial no implica una contradicción en el caso de Malvinas, porque quien tiene derecho a ejercitar su autodeterminación en el territorio, es el pueblo argentino, que fue expulsado del territorio y al que se le impidió instalarse luego de la ocupación británica. La Argentina, con sus derechos históricos y la integridad territorial que incluye a Malvinas, sería quien tiene el derecho a la autodeterminación en este caso.
La postura argentina se fundamenta con antecedentes históricos. En el caso de Alsacia y Lorena se consideró que la población del territorio en 1919 no constituía un pueblo con derecho a la autodeterminación y los derechos históricos de la población anterior tuvieron preferencia. En el caso de Gibraltar, el gobierno británico realizó un referéndum en 1967 que fue rechazado por la Asamblea General por considerar que los habitantes de Gibraltar constituyen una población colonial importada que reemplazó a los habitantes españoles de lugar.

## Interpretaciones jurídicas de la resolución
La resolución 2065 plantea que existen dos partes en la disputa: Argentina y el Reino Unido. De esta manera se considera a la Argentina, y no a otro grupo, como la víctima de la acción colonial británica. Por otro lado, la resolución establece que la disputa debe resolverse tomando en consideración los «intereses» de los «habitantes» en oposición a los «deseos» de un «pueblo» con derecho a la autodeterminación.